# Ekpo Eyo
Ekpo Okpo Eyo (geboren 8. Juli 1931 in Creek Town, Cross River, Nigeria, gestorben 28. Mai 2011 in Maryland, USA) war ein nigerianischer Archäologe, Kunsthistoriker und Museologe. Er war von 1968 bis 1979 Direktor der nigerianischen Bundesbehörde für Altertümer (Federal Department of Antiquities) und anschließend bis 1986 erster Generaldirektor der Nationalen Kommission für Museen und Denkmäler. Über viele Jahre bemühte er sich um die Restitution von afrikanischen Kulturgütern. Eine große Signalwirkung hatte dabei die von ihm kuratierte Ausstellung Treasures of Ancient Nigeria (Schätze aus Alt-Nigeria), die herausragende Werke aus der Nok- und Ife-Zivilisation aus nigerianischen Besitz zeigte, die im Westen kaum bekannt waren. Die Ausstellung tourte von 1980 bis 1985 durch westliche Museen. Von 1986 bis 2006 lehrte er als Professor für afrikanische Kunst und Archäologie an der University of Maryland, College Park in den USA.

## Leben
Eyo ging in Calabar, in der Nähe seines Geburtsortes, zur Schule. Nach Ende der Schulzeit 1947 ging er nach Lagos in der Hoffnung, eine Stelle im kolonialen Staatsdienst zu finden. Dort lernte er den nigerianischen Altertum-Sachverständigen Kenneth Murray (1902–1972) kennen und wurde sein Assistent. Murray ermutigte ihn, im Ausland zu studieren und verhalf ihm zu einem Stipendium an der Universität Cambridge. Am dortigen Pembroke College studierte Eyo von 1960 bis 1963 Archäologie und Anthropologie (Abschluss 1963 als Bachelor of Arts in Sozialanthropologie) und im Anschluss Archäologie an der University of London (Abschluss 1967 Master of Arts).
Bei Eyos Rückkehr 1963 in das mittlerweile unabhängig gewordene Nigeria nahm er eine Stelle als Archäologe und Ethnograf im Bundesamt für Altertümer an. Zu diesem Zeitpunkt war Kenneth Murray bereits von dem britischen Archäologen Bernard Fagg als Leiter des Bundesamts abgelöst worden. Schon 1965 wurde Eyo stellvertretender Direktor, 1968 wurde er Faggs Nachfolger. Parallel lehrte er als Dozent an der University of Lagos. 1974 wurde Eyo an der Universität Ibadan mit einer Doktorarbeit über Ausgrabungen in Ife und Owo und ihre Bedeutung für die Ife- und Benin-Studien promoviert. Bis 1979 war er Direktor des Bundesamts und anschließend bis 1986 Generaldirektor der gegen Ende der Militärdiktatur von Olusegun Obasanjo neu geschaffenen National Commission for Museums and Monuments. Eyo gestaltete maßgeblich den Aufbau bzw. Wiederaufbau von zwölf nationalen Museen, u. a. in Benin City. Aus seiner Sicht war ein Bewusstsein für eine nigerianische nationale Identität wichtig, um die Auswirkungen des Bürgerkriegs zu überwinden. Davon ließ er sich bei der Gestaltung der Ausstellungen leiten.
Eyo war Teil des Experten-Komitees der UNESCO, die das Übereinkommen über Maßnahmen zum Verbot und zur Verhütung der unzulässigen Einfuhr, Ausfuhr und Übereignung von Kulturgut (1970) und das Übereinkommen für die Rückgabe von Kulturgut, das während der Kolonialzeit widerrechtlich angeeignet wurde (1974), ausarbeitete. Er initiierte die 1971 vom Internationalen Museumsrat (ICOM) angenommene Resolution, die „alle großen Museen, welche bedeutende Sammlungen ausländischer Herkunft in ihren Depots halten“ aufforderte, „die Herkunftsländer dieser Sammlungen mit allen ihnen zur Verfügung stehenden Mitteln“ zu „unterstützen, damit sie moderne Museen, die wirklich repräsentativ für ihre jeweiligen Kulturen sind, errichten und entwickeln können“. Auf Grundlage dieser Resolution richtete Eyo 1972 Anfragen an die Botschaften der ehemaligen Kolonialmacht Großbritannien und mehrerer weiterer europäischer Länder – darunter die Bundesrepublik Deutschland und Österreich – in denen er um Dauerleihgaben einiger aus Nigeria stammender Kunstwerke für den Ausbau der jungen Museumslandschaft seines Landes bat. Während die westdeutsche Botschaft in Lagos, das Auswärtige Amt und der CDU-Bundestagsabgeordnete Franz Amrehn dieses Anliegen befürworteten, lehnten es der Präsident der Stiftung Preußischer Kulturbesitz Hans-Georg Wormit und Stephan Waetzoldt, der Generaldirektor der Staatlichen Museen zu Berlin (West), in deren Sammlung sich einige Benin-Bronzen befanden, strikt ab. Auch das österreichische Bundesministerium für Wissenschaft und Forschung wies Eyos Bitte ab.
Anfang der 1980er Jahre organisierte Eyo eine internationale Ausstellung zum Thema „Treasures of Ancient Nigeria“, in der erstmals zahlreiche herausragende Artefakte der nigerianischen Archäologie einem amerikanischen und europäischen Publikum vorgestellt wurden. Die Ausstellung wurde in Detroit, San Francisco, New York, Washington D.C., Calgary, Atlanta, Los Angeles, Philadelphia, London und Berlin gezeigt. Eyo nutzte die Ausstellung und den begleitenden Katalog, um auf die Unnachgiebigkeit der europäischen Museen aufmerksam zu machen, die sich seit der Entkolonialisierung geweigert hatten, Nigeria Werke zu leihen und damit seine kulturelle Entwicklung als junge Nation zu unterstützen. Der Kunstkritiker der New York Times, John Russell, fasste die politische Botschaft der Ausstellung so zusammen: „Sie hätte durch die Hinzufügung von Leihgaben von außerhalb Afrikas wohl noch überzeugender sein können, aber sie gewinnt auch durch die Tatsache, dass Nigeria hier für sich selbst spricht, eine eigentümliche Schärfe.“
1986 verließ Eyo, frustriert von der Korruption, den nigerianischen Staatsdienst und nahm eine Professur für afrikanische Kunst und Archäologie an der University of Maryland, College Park an. Später wurde er US-amerikanischer Staatsbürger, behielt aber weiterhin einen Wohnsitz in seinem Heimatland. 2006 ging er in den Ruhestand. Während seiner Jahre in Maryland leitete er archäologische Feldarbeiten an Ausgrabungsstätten in Ile-Ife, Owo und Ikom.
Eyo war von 1963 bis 1973 Präsident der Museum Association of Tropical Africa und von 1965 bis 1974 Vize-Präsident des Advisory Council des International Council of Museums. Von 1976 bis 1980 war er Vorsitzender der West African Archaeological Association und Vize-Vorsitzender des World Heritage Committee der UNESCO und von 1976 bis 1978 war er Vorsitzender der Organization of Museums, Monuments and Sites in Africa (OMMSA). Er war als Treuhänder der Leakey Foundation tätig und organisierte die Sixth Pan African Congress for Prehistory and Related Studies 1983 in Jos, Nigeria. Von 1983 bis 1995 war er Präsident der PanAfrican Archaeological Association.
Eyo war verheiratet und hatte zwei Kinder.

## Auszeichnungen
- 1962 Gordon Childe Prize der University of London als bester Archäologie-Student des Jahres[2]
- 1975 Ordre des Arts et des Lettres[2]
- 1980 Fellow of International Council of Museums (ICOM)[1]
- 1980 Officer of the Order of the Federal Republic (OFR), Verdienstorden der Bundesrepublik Nigeria[2]
- 1984 Smithsonian Regency Fellow[1]
- 1989 Ehrendoktor der University of Calabar[2]
- 2004 ACASA Leadership Award of the Arts Council of the African Studies Association[1][9]

## Veröffentlichungen (Auswahl)
- Two Thousand Years of Nigerian Art. Federal Department of Antiquities, Lagos, Nigeria, 1977.
- (gemeinsam mit Frank Willet) Treasures of Ancient Nigeria. Detroit Institute of Arts, Detroit, USA, 1980.
- Schätze aus Alt-Nigeria. Erbe von 2000 Jahren (Sonderausstellung Staatl. Museen zu Berlin, Hauptstadt der DDR, Pergamonmuseum, Ostasiatische Sammlung April – Mai 1985), Henschelverlag Kunst und Gesellschaft, Berlin, 1985.
- The Terracottas of Calabar. Cultural Preservation Fund,  Washington, D.C., 2008.
- From Shrines to Showcases: Masterpieces of Nigerian Art. Federal Ministry of Information and Communication, Abuja, Nigeria, 2008.